# تپه همه کسی
تپه همه کسی مربوط به هزاره اول - دوران‌های تاریخی پس از اسلام است و در شهرستان همدان، روستای همه کسی واقع شده و این اثر در تاریخ ۱۷ اسفند ۱۳۸۱ با شمارهٔ ثبت ۷۵۹۱ به‌عنوان یکی از آثار ملی ایران به ثبت رسیده است.